# 아후라가와
아후라가와(青柳)는 일본 아오모리현 아오모리시에 속한 지명이자 오아자이다. 소아자로는 오하마, 오카다, 센카리, 나카미치, 나나리레, 나니기시, 후나오카, 지쓰포, 야나가와가 있다. 우편번호는 038-0059이다.
1. ↑  “人口・世帯数等（住民基本台帳）”. 青森市. 2023년 1월 1일. 2020년 5월 8일에 원본 문서에서 보존된 문서. 2023년 2월 7일에 확인함. 다음 글자 무시됨: ‘和書’ (도움말)
2. ↑  “郵便番号”. 日本郵便. 2023년 2월 20일에 확인함. 다음 글자 무시됨: ‘和書’ (도움말)
3. ↑  “市外局番の一覧”. 総務省. 2017년 5월 29일에 확인함. 다음 글자 무시됨: ‘和書’ (도움말)